# Penitenciarul Caransebeș
Penitenciarul Caransebeș a fost un penitenciar din Caransebeș, România.

## Primii ani
Clădirea a fost ridicată între anii 1911–1913, pe vremea Austro-Ungariei, fiind proiectată să aibă cu o capacitate de 500 de deținuți. Pereții, groși, erau din piatră și din cărămidă, structura având o formă de U. La parter se aflau locuințe pentru paznici, o zonă de vizitare și săli de lucru. La primul etaj se aflau o infirmerie, o mică bibliotecă, o frizerie și apartamentul directorului. Celulele se aflau la cele trei etaje superioare, având de la trei la treizeci de paturi, de obicei supraetajate. Depozitele erau la subsol. La parter se aflau două curți, una pentru plimbări și cealaltă pentru grădinărit, electricitate și dușuri.

## Perioada celui de-Al Doilea Război Mondial
Până în anul 1941, penitenciarul a fost destinat pentru infractorii de rând, hoți și criminali. În acel an, sub regimul Ion Antonescu, au început să fie trimiși acolo cei acuzați de activitate comunistă și de spionaj. Din această categorie erau în jur de 150–200 de deținuți, o parte dintre ei proveniți de la Închisoarea Doftana, care se prăbușise în timpul cutremurului din 1940 . Până la lovitura de stat de la 23 august 1944, printre prizonieri s-au aflat Gheorghe Gheorghiu-Dej, Chivu Stoica, Miron Constantinescu, Nicolae Ceaușescu, Alexandru Drăghici, Ion Vincze, Emil Bodnăraș, Teohari Georgescu, Iosif Chișinevschi, Ana Pauker, Gheorghe Pintilie, Athanase Joja, și Pavel Câmpeanu.
Acolo au fost trimise și parțial izolate aproximativ 20-30 de deținute, condamnate pentru activitate comunistă la Chișinău . Afiliați ai Gărzii de Fier au fost, de asemenea, ținuți în izolare totală acolo în intervalul 1942–1943. Aproximativ 40 dintre prizonierii comuniști erau evrei, cei mai mulți dintre aceștia fiind trimiși în Guvernământul Transnistriei din anul 1942. Comuniștii acuzați au avut o anumită libertate de mișcare în interiorul închisorii, au lucrat în magazine, au format relații, au trimis mesaje comuniștilor din afara închisorii și au introdus materiale de propagandă, care dacă ar fi fost găsite ar fi determinat ca și rezultat, o izolare nu prea strictă. Atelierele, deschise opt ore pe zi, erau specializate în tâmplărie, lustruirea mobilierului, cioplirea pietrei, strunjirea lemnului, confecționarea cizmelor și a obiectelor din fier, pictură (cel din urmă a fost condus o perioadă de Nicolae Ceaușescu). Deținuții erau lăsați să-și vândă produsele în fața închisorii: jucării, cutii de țigări, table de șah, cutii. Liderii comuniștilor din închisoare și-au negociat modul de împărțire a profiturilor cu administrația închisorii și veniturile respective nu a fost declarate.
Unii deținuți au lucrat în grădină sau la construirea aeroportului Caransebeș . Alții au spălat haine sau au făcut muncă agricolă. Alimentația deficitară a dus adesea la deficiențe de vitamine și la apariția de răni dureroase. Deținuților li se permiteau pachete cu alimente de până la 20 de kilograme. Ei trebuiau să-și țină ferestrele deschise tot timpul. Închisoarea avea un medic propriu. Comuniștii au avut relații bune cu conducerea penitenciarului, permițându-i lui Gheorghiu-Dej să facă contrabandă pentru a-și face rost de un radio, ceea ce i-a permis să urmărească mersul războiului. Dej a împărțit celula cu Stoica și Drăghici formând un nucleu de comandă, iar contactul lor cu alți prizonieri nu a fost restricționat. Începând din 1943, un preot român ortodox a ținut slujbe sporadice în curte. Într-o seară de la sfârșitul anului 1941, aniversarea Revoluției din octombrie a fost sărbătorită prin interpretarea Revizorului lui Nikolai Gogol.
În perioada 1944-1947, penitenciarul Caransebeș a fost ocupat de între 120 și 145 de infractori obișnuiți.
Viitorul birou politic al Partidului Comunist Român, exceptându-i pe Lucrețiu Pătrășcanu și cei care au stat la Moscova în timpul celui de-Al Doilea Război Mondial, a fost compus din foști deținuți de la Caransebeș. Penitenciarul va repzenenta o "școală" a comunismului românesc, fiind locul unde, prin proximitatea permanentă, se va forma un centru unitar separat de Moscova.

## Perioada României comuniste
Din 1948 până în 1952, numărul deținuților a crescut la 315-350, printre aceștia numărându-se deținuți politici acuzați de sabotaj, precum Emil Hațieganu, Silviu Dragomir și Anton Dumitriu. În fiecare celulă erau înghesuiți între paisprezece și optsprezece prizonieri. Încălcările regulilor au făcut ca prizonierii să fie încătușați și ținuți în izolare strictă. Nutriția era foarte slabă, fiind limitată la câteva sute de calorii pe zi. În 1953 erau 620 de prizonieri: aproximativ 60% fiind acuzați de sabotaj, restul fiind „contrarevoluționari”. Din cei 385 de prizonieri din 1954, 35% se aflau în detenția Securitățiiii, fără a fi ținuți acolo în urma unei condamnări. După 1955 închisoarea a folosit pentru detenția unor infractori obișnuiți, precum hoții sau vandalii. Între 1945 și 1948 au avut loc 51 de evadări, numărul scăzând ulterior drastic. Atelierele au continuat să funcționeze, producând zeci de mii de mături și perii anual. Prin închisoare au trecut membri ai mișcării românești de rezistență anticomunistă activi în Munții Banatului . În interiorul închisorii au avut loc o serie de execuții, inclusiv a trei partizani împușcați în august 1951; există rapoarte despre gropi comune în apropiere. 
Actual, în lădirea fostului penitenciar se află Liceul Tehnologic „Trandafir Cocârlă”'